# حدث (الباب)
حدث قرية سوريّة تتبع إداريّاً لمحافظة حلب منطقة الباب ناحية مركز الباب، بلغ تعداد سكانها 751 نسمة حسب التعداد السكاني لعام 2004.